# One Time for Your Mind
《One Time for Your Mind》는 대한민국의 힙합 음악그룹 원타임의
데뷔 앨범이다. 타이틀인 ‘One Time for Your Mind’은 팀명인 1TYM의 원래 의미이기도 하다.
소속사인 YG 엔터테인먼트(당시 양군기획)은 1998년 1월에 나온 지누션의 영어 앨범 The Real에 일곱 명의 연습생들이 모인 M.F. Family를 참여시키는데, 이 중 세 명이 빠지고 남은 테디, DANNY, 오진환, 송백경 네 명을 원타임으로 데뷔시켰다.
1999년 7월에는 소속사 아티스트들이 모두 모인 YG 패밀리의 앨범과 활동에 참여했고, 10월에는 도쿄에서 열린 〈Superstar From Seoul 99'〉 공연에 참가하기도 했다.

## 수록곡
| #            | 제목                 | 작사                 | 작곡         | 편곡         | 재생 시간 |
| ------------ | -------------------- | -------------------- | ------------ | ------------ | --------- |
| 1.           | 〈1TYM〉             | 송백경               | 페리         | 페리         | 3:30      |
| 2.           | 〈널 일으켜〉        | 송백경               | 페리         | 페리         | 3:36      |
| 3.           | 〈탈출〉             | 송백경               | 송백경       | Q            | 3:38      |
| 4.           | 〈Good Love〉        | 송백경, 이승호, 페리 | 페리         | 페리         | 3:33      |
| 5.           | 〈Falling in Love〉  | 오진환, 페리         | 페리         | 페리         | 3:25      |
| 6.           | 〈뭘 위한 세상인가〉 | 송백경               | Q, 원타임    |              | 3:26      |
| 7.           | 〈My Life〉          | 이승호               | 페리         | 페리         | 3:43      |
| 8.           | 〈Heaven〉           | 송백경               | Q            | Q            | 3:20      |
| 9.           | 〈나를 기다려〉      | 송백경               | Q            | Q            | 3:35      |
| 총 재생 시간 | 총 재생 시간         | 총 재생 시간         | 총 재생 시간 | 총 재생 시간 | 31:41     |

| #   | 제목                                | 작사 | 작곡   | 편곡 | 재생 시간 |
| --- | ----------------------------------- | ---- | ------ | ---- | --------- |
| 10. | 〈널 버리지마〉 (양현석 1집 수록곡) | 페리 | 양현석 | 페리 | 3:38      |

## 참여
원타임
- 테디 - 리더, 메인 랩
- 태빈 - 메인 보컬
- 송백경 - 보컬, 작사
- 오진환 - 안무가, 하이 랩

음악가
- 페리 - 스크래치(1, 2, 4)
- Q - 토크박스(8)

스탭
- 양현석 - 이그제큐티브 프로듀서
- Perry, Q - 프로듀서, 녹음
- 송백경 - 프로듀서
- 아메리칸 스튜디오(로스엔젤레스), 드림 팩토리/소니 스튜디오(서울) - 믹싱 스튜디오
  - Jason Roberts, 임창덕, Perry - 믹싱
- Tom Baker(Future Disk, 로스엔젤레스) - 마스터링
- 박종갑 - 매니지먼트
- 이지운, 이상철, 이진석(양군기획) - 매니저
- M.F! - 의상
- 이지민, 류재신, 김미영, 이수연 - 스타일리스트
- 정세진 - 사진
- 장윤이 - 아트 디렉터, 디자인